# زنون الئایی
زنون اِلِئایی (به یونانی: Ζήνων ὁ Ἐλεάτης) (به انگلیسی: Zeno of Elea) (زاده حدود ۴۹۰–۴۹۵ ق. م – درگذشته حدود ۴۳۰ ق. م) فیلسوف و ریاضی‌دان یونانی پیشاسقراطی اهل الئا، در جنوب ایتالیا بود. ارسطو وی را بنیان‌گذار دیالکتیک نامیده است. او شاگرد و دوست پارمنیدس و پیرو و مدافع سرسخت مکتب الئایی بود. مکتبی که بر ثبات و یکتایی واقعیت و بی‌پایه بودن دانش حسی در مورد کثرت و تغییرپذیری تأکید داشت. شهرت زنون بیشتر به دلیل پارادوکس‌هایی است که در دفاع از مکتب الئایی و عقیده‌های استادش، پارمنیدس مطرح کرده است.

## زندگی و دیدگاه‌ها

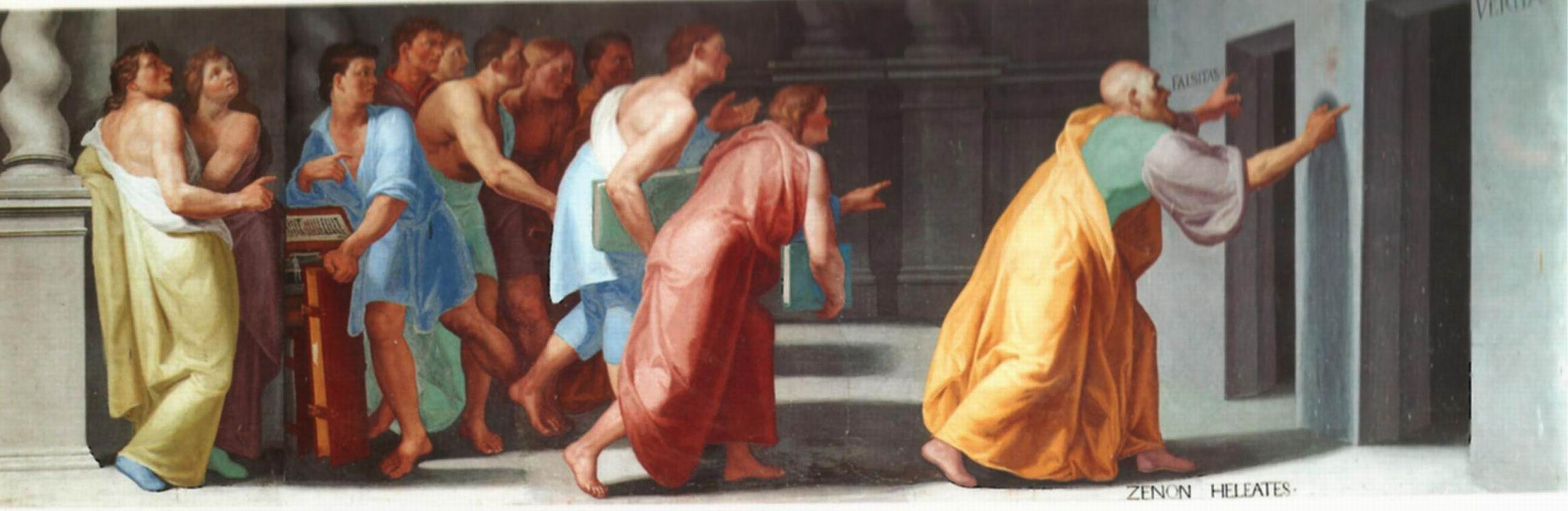
زنون درهای حقیقت و دروغ را به شاگردان خود نشان می‌دهد.

زنون به گفتهٔ افلاطون به همراه پارمنیدس در حدود سال ۴۴۹ ق. م به آتن سفر کردند و در آنجا دیدار و مباحثاتی با سقراط داشته‌اند. وی قبل از سفر به یونان کتابی نوشته بود که بر جای نمانده است، امّا به گفتهٔ افلاطون در آن به‌طور غیرمستقیم واقعیت حرکت و کثرت را رد کرده بود. در این کتاب چهل پارادوکس (متناقض‌نما) مطرح شده بود که برخی از آن‌ها تأثیر عمیقی در گسترش ریاضیات داشته‌اند. این پارادوکس‌ها به دو دسته قابل تقسیم هستند. دستهٔ اوّل دربارهٔ رد تعدد و کثرت و اثبات نوعی وحدت وجود بوده و دستهٔ دوم به مبحث حرکت می‌پردازد و آن را غیرممکن می‌داند. در این معماها وی ابتدا یک نظریه از مخالفان پارمنیدس را مطرح کرده و سپس پیامدهای غیرقبول ناشی از پذیرفتن این نظریه را نشان داده و به این ترتیب، پوچ بودن آن را ثابت کرده است. به نظر می‌رسد که این روش جدلی نخستین بار توسط زنون استفاده شده باشد. ارسطو در کتاب فیزیک در پی پاسخ به ادعای زنون در مورد واقعیت نداشتن حرکت برآمده و نشان داد که بحث‌های زنون بر پایهٔ تصوراتی اشتباه از مفهوم حرکت و فضا است. با این حال، استدلال‌های زنون در دوران خود که هنوز منطق به صورت یک علم درنیامده بود، بسیار منطقی به نظر می‌رسیده و می‌توانسته طرفداران زیادی را به خود جذب کرده باشد و به عنوان چالش‌هایی غیرقابل پاسخ برای افرادی که بر واقعیت داشتن حواس تأکید داشتند، راه را برای ترویج شک‌گرایی سوفسطائیان باز کند.
بر اساس منابع قدیمی زنون همچون پارمنیدس به فعالیت سیاسی در شهر خود می‌پرداخت و به دلیل توطئه علیه یک حاکم مستبد به مرگ محکوم شد. داستان‌هایی در مورد بردباری او در زیر شکنجه و مرگ دردناکی که بر او تحمیل شد، نقل شده است. او نیز همچون پارمنیدس بر غیرممکن بودن حرکت استدلال می‌کرد و چنین می‌گفت:
اگر حرکت واقعیت داشته باشد، انتقال است از یک نقطه به نقطهٔ دیگر. پس هرگاه میان این دو نقطه یک خط بکشیم، خواهیم توانست آن را به دو نیم کنیم و آن نیمه را نیز به دو نیم و همین کار را بر نیمه‌های دیگر؛ و آنچنان این کار ادامه خواهد یافت که پایانی نداشته باشد. پس میان این دو نقطه از اجزای بی‌شمار تشکیل شده است که یک جسم هنگام حرکت باید از بی‌شمار قسمت عبور کند که این کار به زمان بی‌نهایت احتیاج دارد؛ بنابراین، حرکت هیچ‌گاه انجام نخواهد شد.

## پارادوکس‌های زنون
پارادوکس‌های زنون بیش از دو هزار سال است که فیلسوفان، ریاضی‌دانان و فیزیکدانان را به چالش کشیده و آن‌ها را تحت تأثیر قرار داده است. معروف‌ترین آن‌ها استدلال در برابر حرکت است که ارسطو در کتاب فیزیک خود شرح داده است.

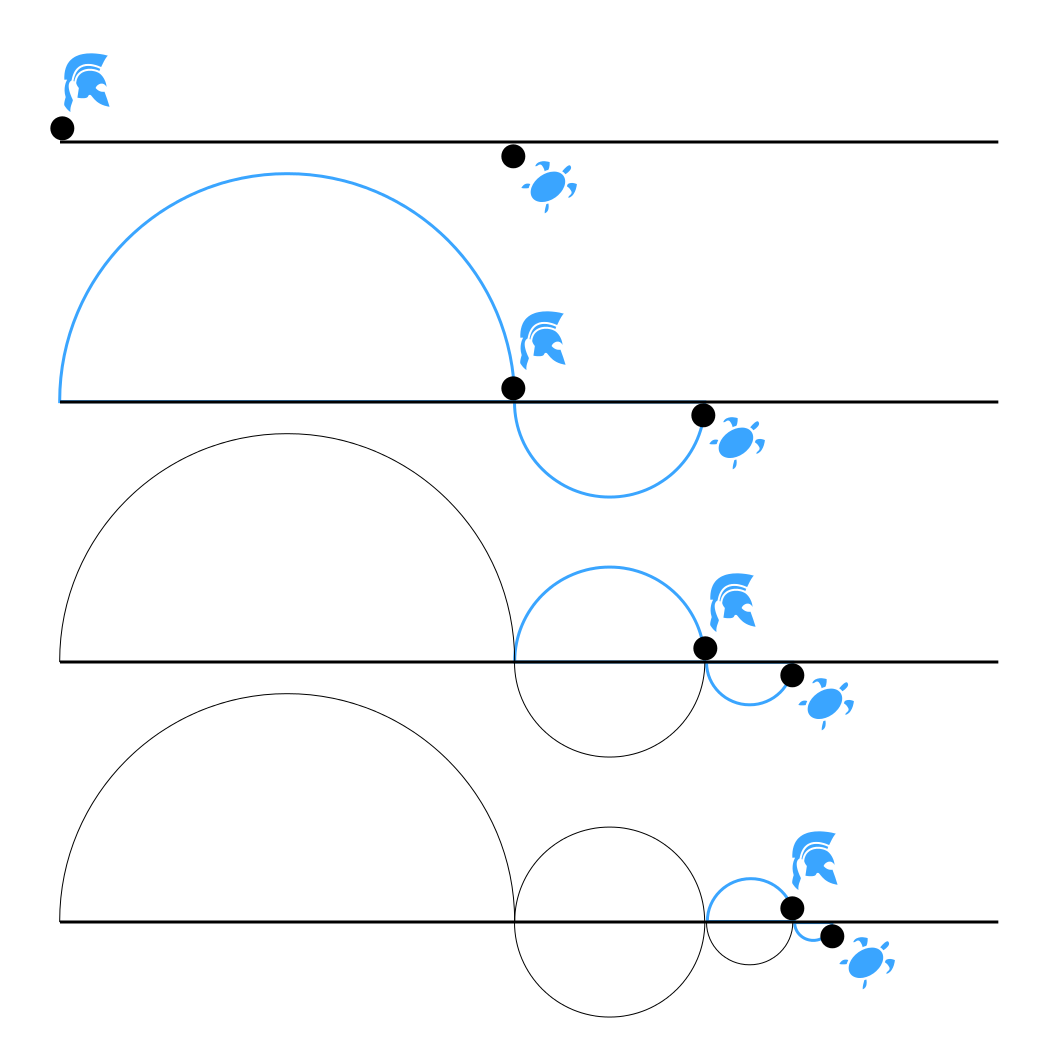
آشیل و لاک‌پشت
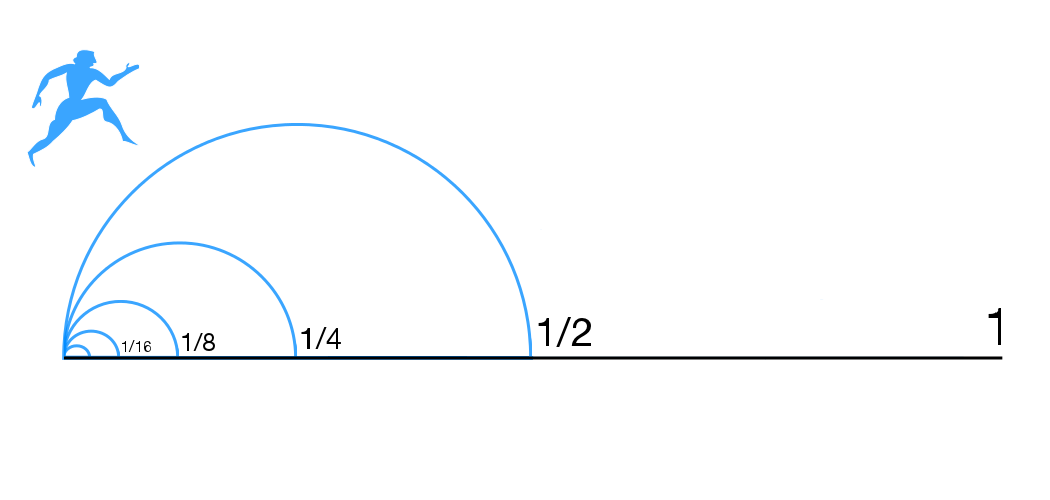
تناقض دو بخشی
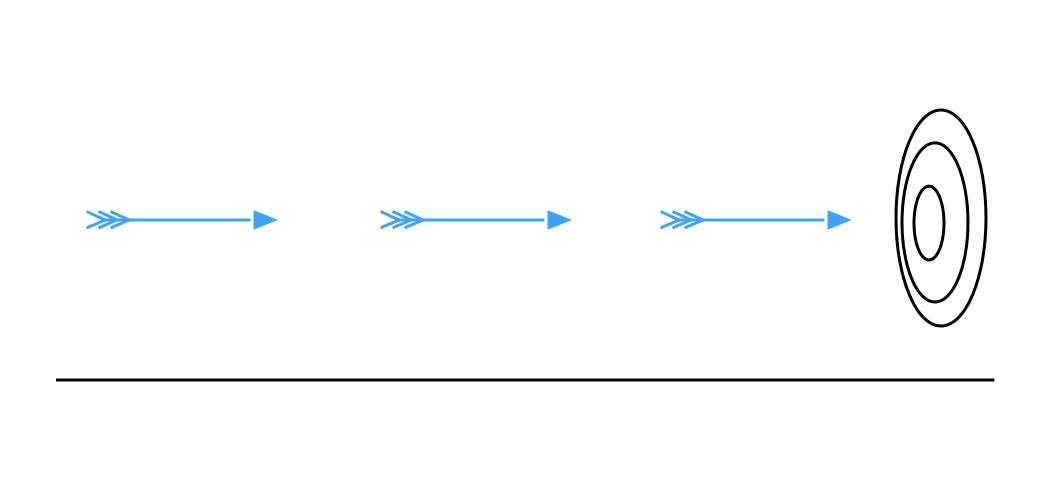
پیکان
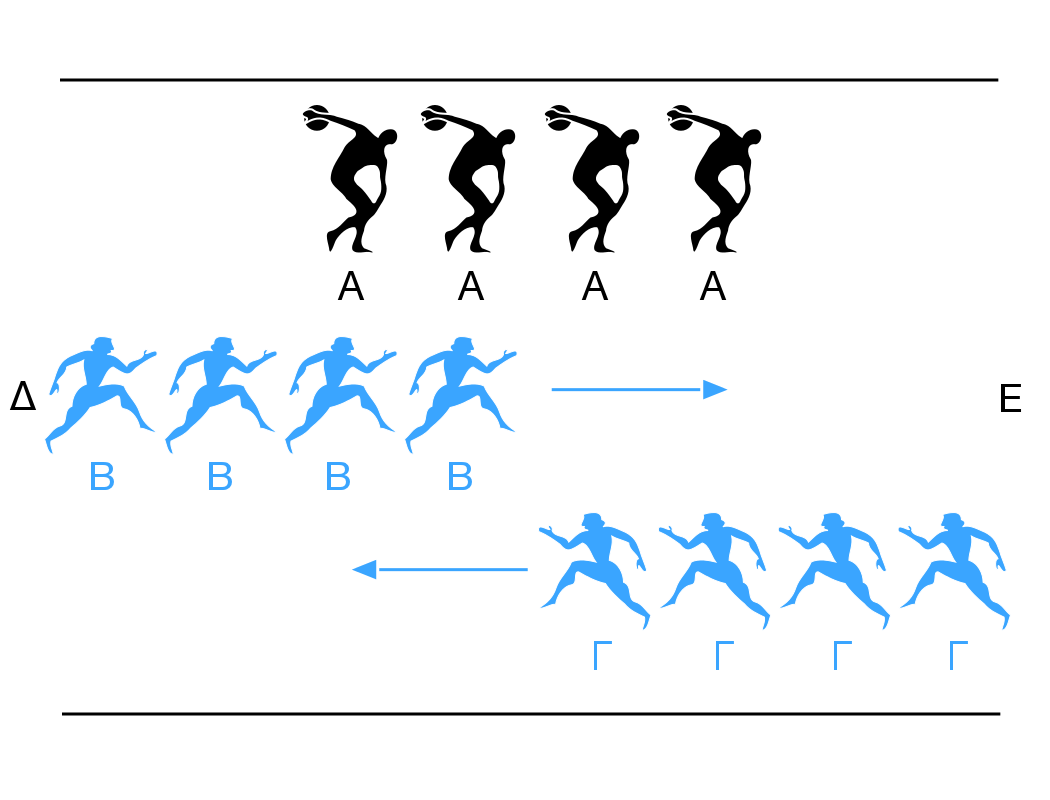
ردیف‌های متحرک